# Эренг-хан
Эренг-хан (умер в 1694 году) — узбекский хивинский хан из династии шибанидов в 1689—1694.
Сын Ануша-хана, продолжал его политику укрепления ханской власти после смерти своего брата Худайдад-хана. Пришел к власти благодаря помощи Худайкули-инака. Его близким другом был поэт и архитектор Мавлана Вафа. По приказу Эренг-хана была построена куриниш-хана в цитадели Хивы. В его правление приближенный хана Мухаммад Ризабек из узбеков-киятов построил медресе в Хиве. Правил он всего два года и случайно погиб от падения лошади в 1694 году. К власти пришел Джочи султан, потомок Хаджи Мухаммад-хана.